# 普羅維登斯鎮區 (明尼蘇達州拉基帕爾縣)
普羅維登斯鎮區（英語：Providence Township）是位於美國明尼蘇達州拉基帕爾縣的一個行政鎮區。

## 歷史
普羅維登斯鎮區於1878年設立，得名自羅德島州的普羅維登斯。

## 地方資料
普羅維登斯鎮區的面積為93.36平方千米，當中陸地面積為93.33平方千米，而水域面積為0.03平方千米。根據2020年美國人口普查的數據，當地共有人口156人，而人口密度為每平方千米1.67人。